# Santa Cruz de Minas
Santa Cruz de Minas är en kommun i Brasilien.   Den ligger i delstaten Minas Gerais, i den sydöstra delen av landet, 700 km sydost om huvudstaden Brasília. Antalet invånare är 7 870.
Omgivningarna runt Santa Cruz de Minas är huvudsakligen savann. Runt Santa Cruz de Minas är det ganska tätbefolkat, med 149 invånare per kvadratkilometer.